# L'Odyssée (Périgueux)
Pour les articles homonymes, voir Odyssée (homonymie).
L'Odyssée est une salle de spectacle française située à Périgueux, Esplanade Robert Badinter, dans le département de la Dordogne.
Ce théâtre, reconnu scène conventionnée, compte 850 places en gradins.

## Histoire
Un premier théâtre, la « salle de Comédie », s'établit en 1786 à Périgueux au niveau de la rue Notre-Dame et des actuelles rue Saint-Front et rue des Francs-Maçons, dans les locaux d'une ancienne auberge et d'une écurie. La salle, exiguë et insalubre, ne rapporte que de maigres recettes aux troupes de comédiens qui y jouent. Dès 1805, le conseil municipal propose l'édification d'une nouvelle salle, entre la tour Taillefer et la tour Mataguerre, puis en 1807 à la place de l'ancien consulat, place du Coderc. En 1830, un nouveau projet est envisagé en face du palais de justice.
En 1835, le conseil municipal entérine l'emplacement définitif de ce second théâtre, au niveau de la promenade du Triangle (actuelle place André-Maurois), et les travaux sont effectués de 1836 à 1838, d'après les plans de l'architecte Louis Catoire. De dimensions modestes (30 × 15 m) et offrant 511 places, le nouveau théâtre (la « salle de spectacles ») est inauguré le 20 septembre 1838. Il fait l'objet de deux restaurations en 1858 puis 1913. Il est démoli en mai 1956, le conseil municipal ayant validé cette décision le mois précédent.
Dès 1943, la ville envisage l'édification d'une salle plus grande, en face du palais de justice. Un autre site, proposé en 1950 au manège d'artillerie, est refusé par le préfet. La municipalité décide alors d'acheter l'hôtel de la Division, à l'angle de l'avenue de Paris (actuelle avenue Georges-Pompidou) et des allées de Tourny, pour le détruire mais abandonne l'idée, à la suite des réticences émises par la Société historique et archéologique du Périgord, confortée ensuite par la population.
La ville de Périgueux entame une grande période de rénovation urbaine dont la construction d'un palais des fêtes serait la valeur symbolique. Le conseil municipal acte l'emplacement du troisième théâtre en mars 1957 : ce sera dans le quartier Sainte-Ursule, appelé ainsi en référence aux Ursulines qui y avaient établi un couvent entre 1806 et 1913. Le centre hospitalier vend le terrain de l'ancien hôpital général de la Manufacture à la ville en septembre 1957 et la première pierre est posée en avril 1958. Sur les plans de l'architecte Robert Lafaye, l'édifice est bâti par l'entreprise Kervella-Desplat. D'une capacité de 1 500 places, le « palais des Fêtes » est inauguré en août/septembre 1961. Œuvre de Gilbert Privat, une frise de cinquante mètres de long, composée de quinze panneaux de staff gravés et peints décrivant l'histoire et les ressources économiques de Périgueux et du Périgord est inaugurée en septembre 1964. Lors de la restauration et de l'agrandissement du théâtre en 1991-1992, sept panneaux disparaissent. L'inauguration du Nouveau Théâtre de Périgueux (NTP) a lieu en octobre 1992. En avril 2001, le conseil municipal entérine une nouvelle appellation du théâtre : « l'Odyssée ».

## Lieu
La salle principale de l'Odyssée compte 850 places en gradins. La scène mesure 18 m de long et 13 m de large.

## Programmation
La programmation de l'Odyssée est pluridisciplinaire : pièces de théâtre, stand-up, représentations de danse, cirque contemporain et concerts. Les troupes et les compagnies programmées peuvent aller travailler au Palace, une annexe, pour leurs créations et leurs spectacles.
L'Odyssée a notamment accueilli l'Atelier d'animation culturelle du Périgord entre 1973 et 1974. Depuis 1983, il organise le festival international du mime Mimos.
L'Odyssée ouvre ses portes à tous les publics du département, que ce soit les abonnés de la saison (2 000 recensés au printemps 2016) ou les scolaires (10 000 jeunes, d'octobre 2015 à mai 2016). La directrice de l'Odyssée, Chantal Achilli, compte un total de 35 000 spectateurs pour 50 représentations sur la saison 2016.

## Gestion
L'Odyssée est référencé par le ministère de la Culture comme étant une association loi de 1901. La tutelle administrative est assurée par les collectivités territoriales.
Étant labellisé scène conventionnée depuis 2003 à l'initiative du ministère de la Culture par le biais de la direction régionale des Affaires culturelles (DRAC), la salle de spectacle reçoit des aides financières de l'État et fait reconnaître son haut niveau d'exigence artistique « pour le corps en mouvement, le théâtre mime et la danse ». L'Office régional de la région Aquitaine (OARA) qualifie l'Odyssée comme étant un « pôle régional » du mime.
Jusqu'en 2018, la direction générale et artistique de l'établissement est assurée par Chantal Achilli.
En 2019, Nathalie Elain prend la direction générale et artistique de L'Odyssée et du festival Mimos.

### Le Grand Livre de Périgueux, Guy Penaud
- Guy Penaud, Le Grand Livre de Périgueux, Périgueux, éditions la Lauze, mars 2003, 601 p. (ISBN 2-912032-50-4)

1. 1 2  Penaud 2003, p. 549
2. 1 2 3 4  Penaud 2003, p. 550
3. 1 2 3  Penaud 2003, p. 551
4. 1 2 3 4 5 6 7 8 9 10  Penaud 2003, p. 366
5. ↑  Penaud 2003, p. 570
6. ↑  Penaud 2003, p. 318-319
7. ↑  Penaud 2003, p. 465
8. ↑  Penaud 2003, p. 367

### Autres références
1. ↑  Société historique et archéologique du Périgord, Bulletin de la Société historique et archéologique du Périgord, vol. 100-101, Imprimeries Joucla, 1973, p. 109.
2. ↑  Guy Di Méo, « Périgueux : la population, l'urbanisation récente et ses problèmes », Revue géographique des Pyrénées et du Sud-Ouest, vol. 42, no 2,‎ 1971, p. 194 (lire en ligne).
3. 1 2  Ville de Périgueux, « La culture à Périgueux - Le théâtre », sur perigueux.fr (consulté le 30 août 2016).
4. 1 2  « L'Odyssée », sur Office artistique de la région Aquitaine (OARA) (consulté le 3 septembre 2016).
5. ↑  Mathieu Touzeil-Divina et Geneviève Koubi, Droit et opéra, Paris/Poitiers, LGDJ, coll. « Collection de la Faculté de droit et des sciences sociales » (no 30), 2008, 374 p. (ISBN 978-2-275-02800-2), p. 59.
6. 1 2 3  « L'Odyssée. Périgueux », sur Bibliothèque nationale de France (consulté le 3 septembre 2016).
7. 1 2 3  Collectif, « Vous avez dit label? », Culture(s), Imprimerie Fanlac, no 5,‎ mars-juillet 2016, p. 1-2.
8. 1 2  « L'Odyssée – Scène conventionnée de Périgueux » [PDF], sur Patrimoine numérique, catalogue des collections numérisées, Ministère de la Culture (consulté le 3 septembre 2016).
9. ↑  « L'équipe », sur L'Odyssée (consulté le 2 septembre 2016).
10. ↑  « Nathalie Elain : « Je parle la même langue que les artistes » », sur Dordogne Libre, 1er octobre 2019 (consulté le 3 mars 2021).